# 에이브러햄 저프루더
에이브러햄 저프루더(영어: Abraham Zapruder, 1905년 5월 15일 ~ 1970년 8월 30일)는 러시아 태생의 미국의 의류 제작자로, 존 F. 케네디 암살 사건의 목격자이다. 우연히 집 비디오 카메라로 케네디 암살 사건을 녹화했는데, 이 비디오가 이후 '저프루더 필름'으로 불리게 된다. 1905년 러시아 제국의 지배를 받고 있던 우크라이나 코벨에서 태어났고, 1970년 위암으로 사망했다.